# 2012年5月20日の日食

ニューメキシコ州アルバカーキにおける観測をgifアニメにしたもの

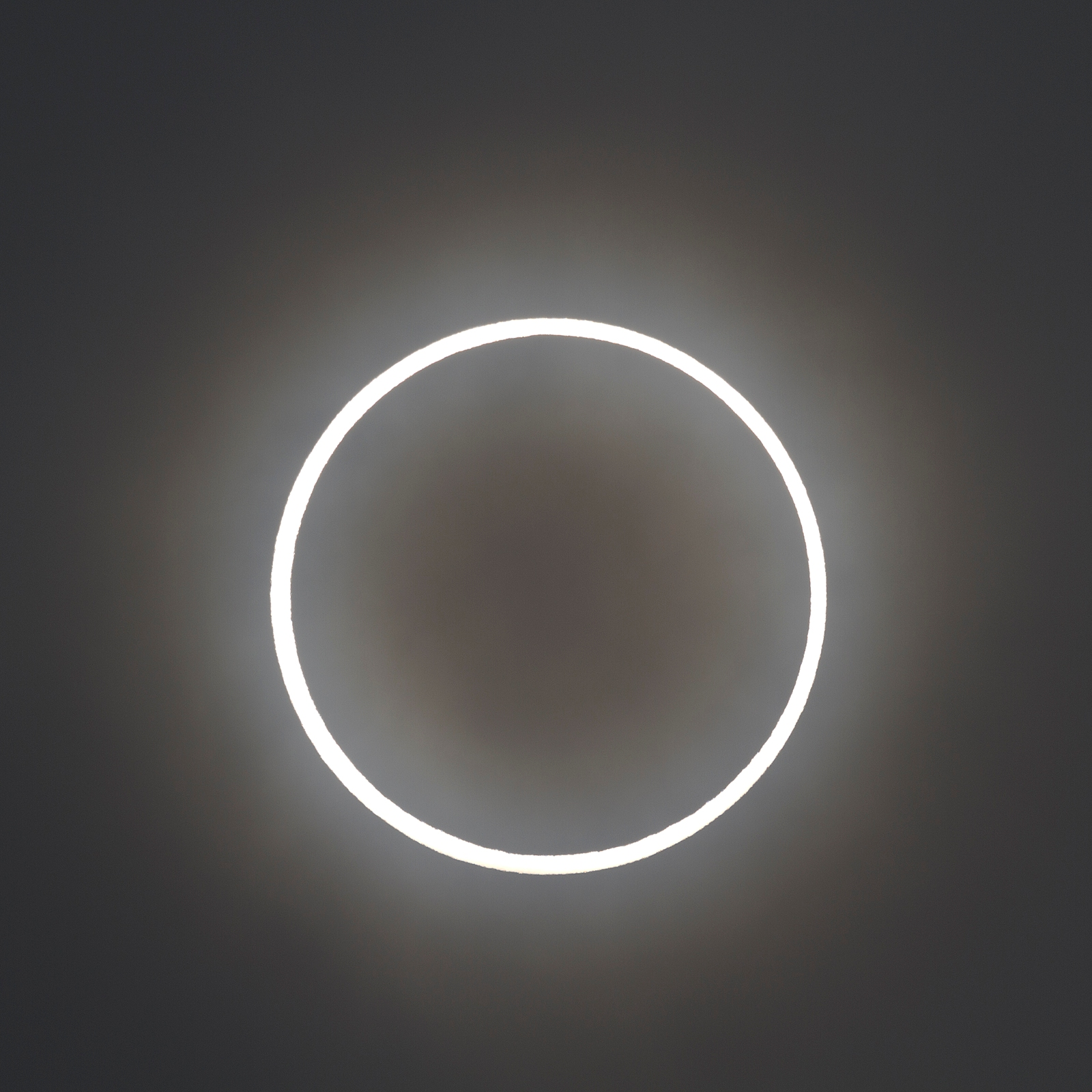
茨城県鹿嶋市における観測
2012年5月21日7時35分頃

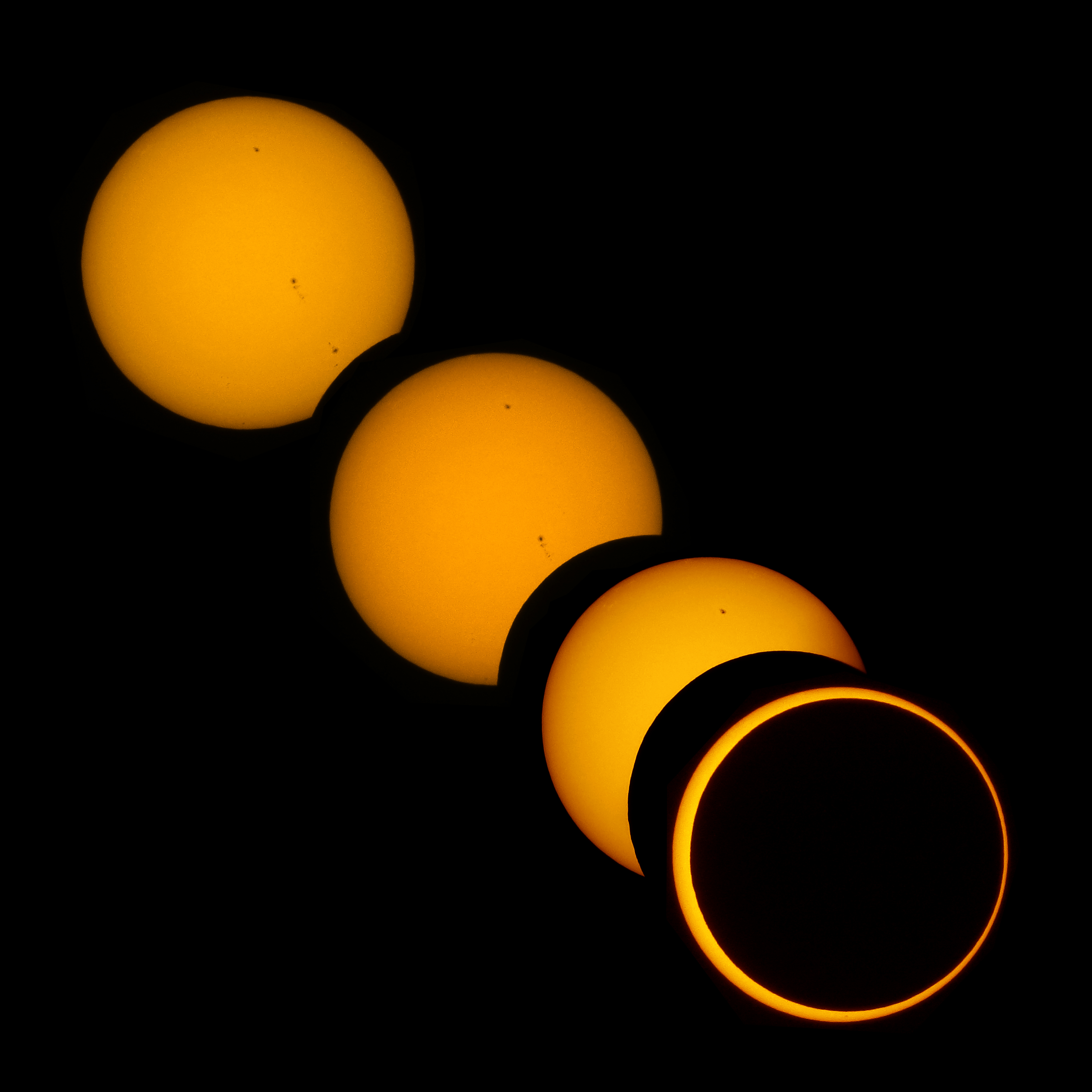
時系列画像

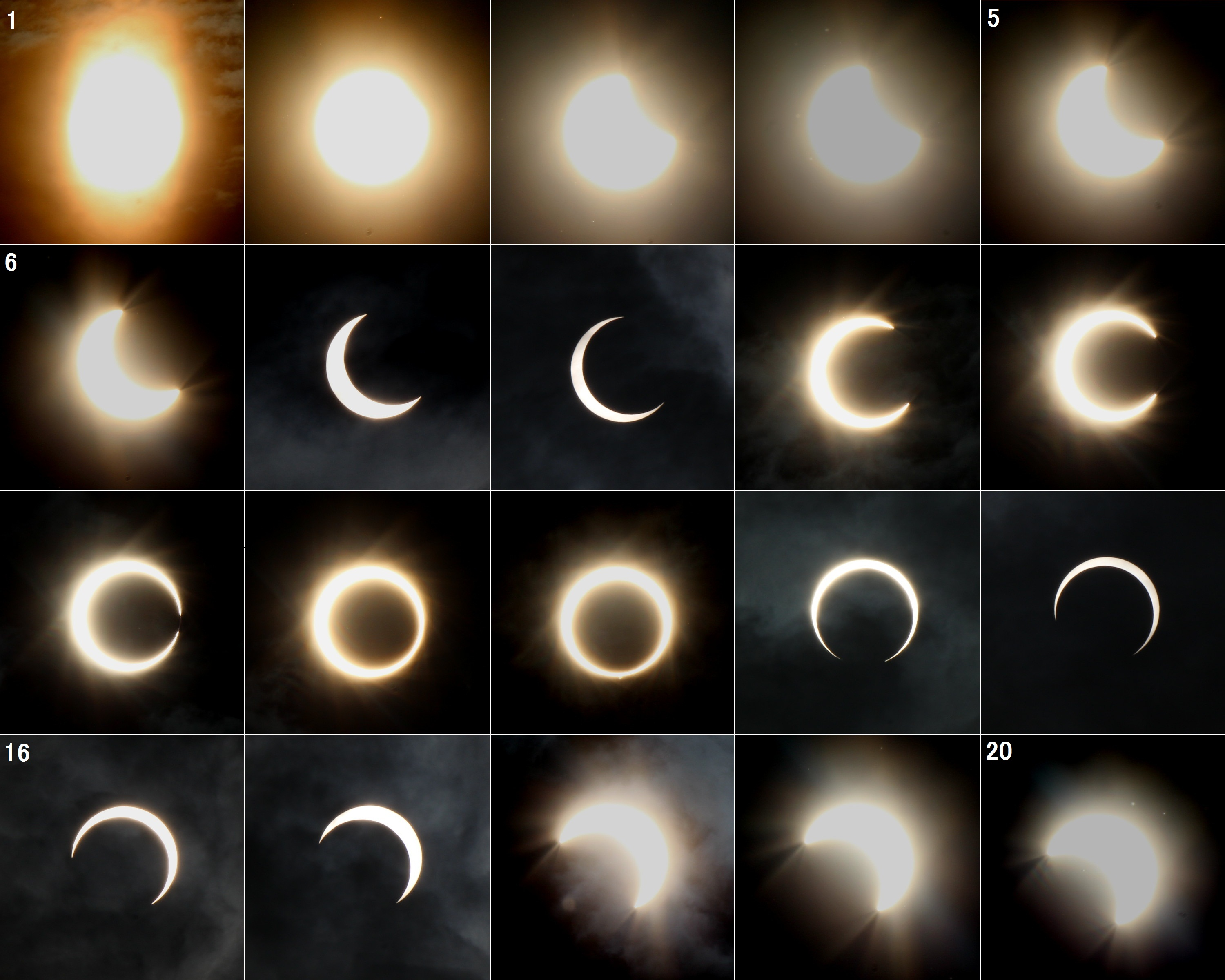
愛知県における時系列画像

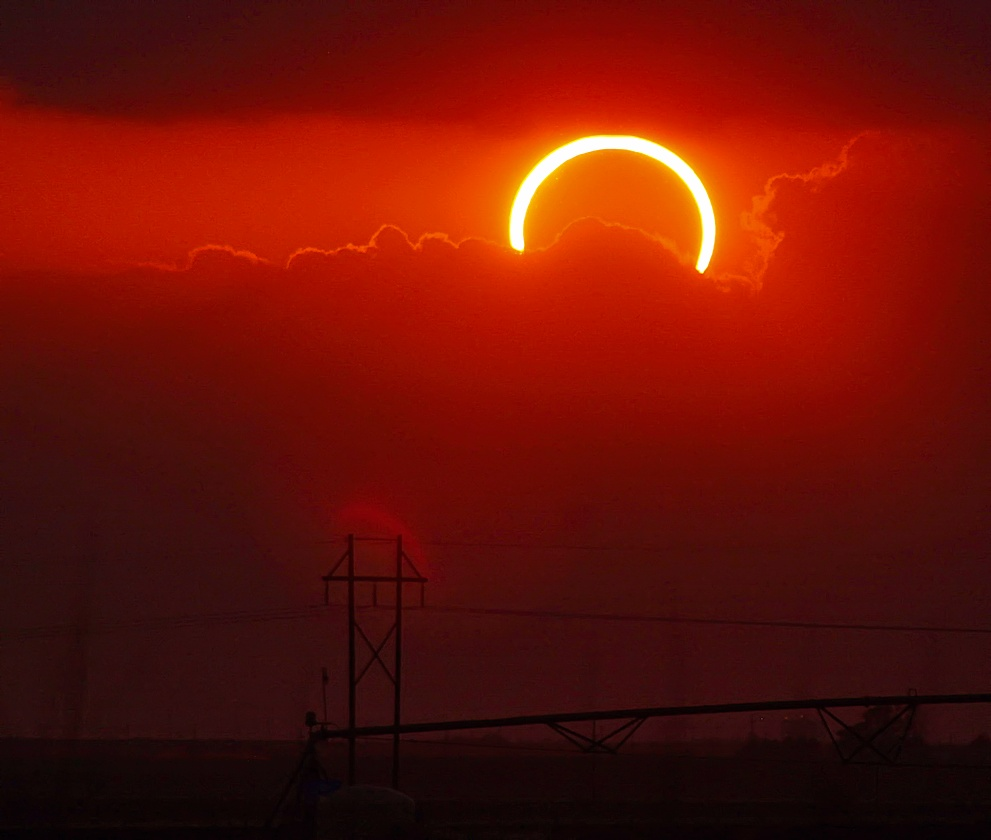
アメリカのテキサス州における観測

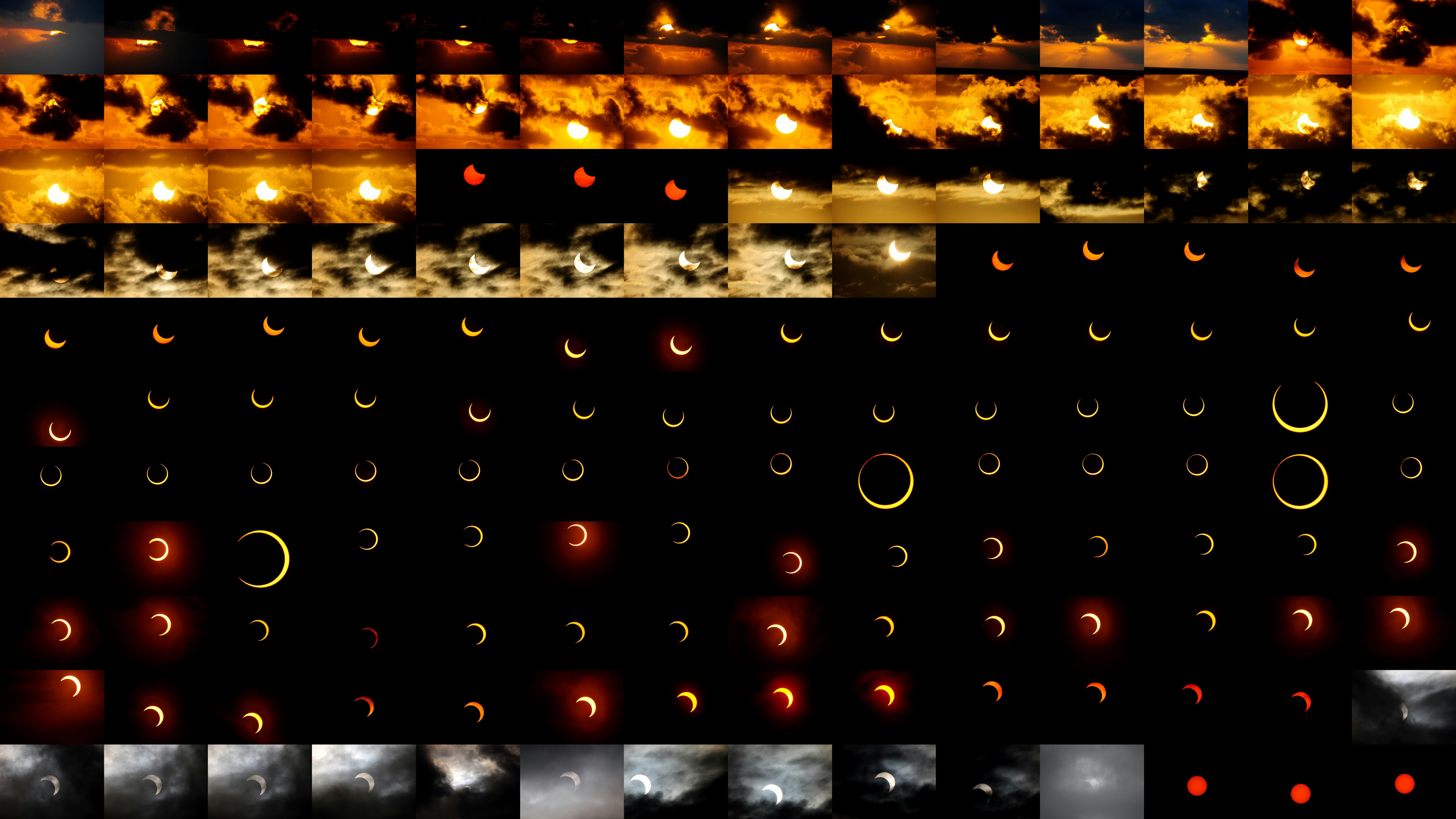
台湾の基隆市における時系列画像

2012年5月20日の日食は、2012年5月20日（UTC、日本標準時など東アジア地域の時間では21日）に観測された日食（観測地域により金環日食あるいは部分日食）である。
この日食は、中国南部、日本列島、太平洋、アメリカ合衆国西部などで、現地時間の5月20日あるいは21日に観測された。20日・21日と2日間にわたっているのは食の経路が日付変更線をまたいだためで、先にアジア地域で21日の朝（現地時間）に見られた後、北米地域では20日の夕方（現地時間）に見られたことによる。

## 食の周期と状況
| 項目                           | 内容                             |
| ------------------------------ | -------------------------------- |
| 部分食の始まり（世界時）       | 5月20日20時56分07秒              |
| 金環食の始まり（世界時）       | 5月20日22時06分17秒              |
| 金環食の開始時の金環食帯の幅   | 324km                            |
| 子午線中心食（世界時）         | 5月20日23時53分54秒              |
| 子午線中心食の場所             | アリューシャン列島中央の南方海域 |
| 子午線中心食の座標             | 北緯49度06分、東経176度18分      |
| 金環食最大継続時間             | 05分46秒                         |
| 金環食最大継続時の金環食帯の幅 | 237km                            |
| 金環食の終わり（世界時）       | 5月21日01時39分11秒              |
| 金環食の終了時の金環食帯の幅   | 323km                            |
| 部分食の終わり（世界時）       | 5月21日02時49分21秒              |

- ※表での時間表示は協定世界時を用いているので、日本時間に換算する場合は9時間を加えればよい。
- ※数値については、資料により多少異なるものもある。

この金環日食はサロス番号128番で、984年に南極で部分日食として始まり、徐々に北上して行ったものである。今回のサロスの3周期前に当たる1958年4月19日（日本時間）には2012年の場合より若干南を食の北限界線が通過したため、日本本土で金環日食を見ることはできなかったが、南西諸島北部から伊豆諸島北部では、好天に恵まれて金環日食が観測できた他、日本本土でも深い部分日食が見られた。その後、サロス番号第128の金環日食は、1976年には中心食帯が大西洋からアフリカ北西部を経て地中海から南アジアに達し、1994年には北太平洋東部から北アメリカを通過して大西洋を横断、北アフリカ西端に中心食帯が達した。2012年の次の周期に当たる2030年6月1日には食の経路は更に北上し、北海道を夕方近くに中心食が通る。
2012年5月の金環日食では、21日の夜明け（現地時間）と共に半影が、スカンディナヴィア北部からユーラシア中部を通ってインドネシア付近にいたる広い範囲で地球に接し、擬本影（ぎほんえい）の中心線は中国とベトナムの国境からやや東に行った南シナ海沿岸沖で地球に届いた。その後擬本影は中国の南シナ海沿岸に沿うように東進し、台湾北部をかすめて日本列島南部を通過、北太平洋を北上してアリューシャン列島中央部付近のすぐ南で子午線中心食となり、日付変更線を通過、5月20日に戻り、その後南寄りに進路を転じて北アメリカに達し、カリフォルニア州とオレゴン州の境界付近に上陸、ニューメキシコ州南西部で日没と共に終わった。半影の前半は中心食に先行して北アメリカ大陸を東進したが、東海岸に達する前に日没となって地球を離れた。
参考文献：以上の内容は国立天文台 (2011)、アストロアーツ (2012)、ニュートンプレス (2012)等を参考とした。

## 日本での見え方
金環日食の中心食帯が日本列島の南側を通過し、九州地方南部、四国地方南部、近畿地方中・南部、中部地方南部、関東地方では金環日食の、また中心食帯の外側の日本列島の全域では部分日食の観測可能域となった。
日本気象協会ではJWA10日間予報を用いて作成した日食当日の朝における日本各地の天気予報が分かる予想天気マップを5月11日より20日まで毎日公開した。多数の自治体・報道機関、および文部科学省がよそ見などで事故を起こしたり目を痛めることのないよう注意を呼びかけたほか、登校時間をずらす小学校もあった。また、一部学校では観測会も開催され、結婚式、金婚式を挙げる者もいた。
当日は日本の広い範囲で曇りとなるとの天気予報が出ていたが、東京や千葉では雲の合間から金環日食が観測されるなど、多くの地点で金環日食や部分日食が観測された。範囲外の北海道や東北でも部分日食が観測された。東京ディズニーランドでも観測され、オリエンタルランドはこの当時の写真を公開している。
当時の天皇（明仁）、皇后（美智子）や、藤村修もこの日食を見ており、藤村は日食に対し「大変感動した」と語っている。
この金環日食に伴い、日本では太陽観測用グラス（日食グラス）が爆発的に売れ、ビクセン製品は200万個を出荷、ケンコー・トキナー製品のキャラクター付きグラスは100万個を販売した。皆既日食と違い、金環日食では強い光を放つ太陽の光球がじかに見えるため裸眼での観測はもちろん、煤でいぶしたガラスやサングラス等でも目に危険であり、この金環日食を観察した人の中には目に異常を訴えるものも現われた。その数およそ1000人ほどが眼科を受診し、その内の一部で目に異常が継続している。日食網膜症に罹患した可能性も指摘されている。また、金環日食の最中に男児が3階の窓から転落する事故が発生しており、この男児は金環日食を見ていて誤って転落した可能性がある。日食に気を取られ、追突事故を起こした女性もいた。
日本モンキーセンターでは、金環日食とそれに対するサルの反応を見るイベントが実施された。通常、朝7時のサルは朝食を食べているが、この日は食べずに木に登ったままであったという。
金環日食が見られた主な地点（都道府県庁所在地）は下記のとおり（いずれも時刻はJST）。
| 地名   | 食のはじめ  | 金環日食のはじめ | 食の最大時刻 | 最大食分 | 金環日食の終わり | 中心食継続時間 | 食の終わり  |
| ------ | ----------- | ---------------- | ------------ | -------- | ---------------- | -------------- | ----------- |
| 東京   | 6時19分05秒 | 7時32分02秒      | 7時34分32秒  | 0.968    | 7時37分02秒      | 5分00秒        | 9時02分37秒 |
| 静岡   | 6時17分43秒 | 7時29分44秒      | 7時32分13秒  | 0.969    | 7時34分42秒      | 4分58秒        | 8時59分10秒 |
| 京都   | 6時17分41秒 | 7時30分00秒      | 7時30分35秒  | 0.940    | 7時31分09秒      | 1分09秒        | 8時55分17秒 |
| 高知   | 6時15分24秒 | 7時25分11秒      | 7時26分46秒  | 0.946    | 7時28分21秒      | 3分10秒        | 8時49分35秒 |
| 鹿児島 | 6時12分49秒 | 7時20分05秒      | 7時22分11秒  | 0.954    | 7時24分17秒      | 4分12秒        | 8時42分26秒 |

※時間・食分については、資料により多少異なるものもある。
金環日食が観測されたのは、東京（島嶼部を除く）では173年ぶり、大阪では282年ぶり、名古屋では932年ぶりとなった。なお、日本国内において見られる次回の金環日食は北海道で2030年6月1日（土曜日）の夕方となる。

## 世界各地での見え方
日本を含む世界各国での観測予測時刻などがNASAの「Eclipses」サイトにある「JavaScript Solar Eclipse Explorer」で算出可能。
例えば、今回の日食の場合、カナダのバンクーバー市（部分日食）では太平洋夏時間の2012年5月20日の16時58分41秒に始まり18時14分53秒に最大、アメリカ合衆国のロサンゼルス市（部分日食）では同17時24分59秒に始まり18時38分15秒に最大という予測がされていた。

### アジア
中国西部・東南アジアの大部分で日出帯食となり、中心食帯はマカオ・香港・アモイ・台北を通過して金環日食が見られた。また、中国東部やシベリアなどでは日の出後に部分日食となった。北京でもスモッグが発生していたものの、見ることができた。
中国南部の広東省の主要都市広州市で小雨が降ったため、金環日食が観測できなかった。広州に近い香港でも曇りで金環日食が観測できなかったが、一部の地域で金環食の始まりの前または終わりの後の部分日食が観測された。広東省の東にある福建省の泉州市とアモイ市では金環日食の観測が成功した。台湾に管轄され、台湾本島より中国福建省に近い金門島と馬祖島でも良い天気に恵まれて観測が成功した。一方、台湾本島では金環帯が通過した北部のうち野柳風景特定区などごく一部の地域だけで金環日食が観測された。

### アメリカ合衆国
アメリカ合衆国本土では、1994年5月10日以来となる金環日食であり、かつ21世紀で最初の中心食であった。アメリカ合衆国本土における次の金環日食は、2023年10月14日になる。
- オレゴン州南部とカリフォルニア州北部からテキサス州東部にかけての地域では、夕刻に金環日食が観測可能であった[38]。
  - ユタ州では夕空の中で金環日食となり、食のまま太陽が沈んだ[39]。
  - ニューメキシコ州のアルバカーキ市やロズウェル市などでも金環日食が観測された[40][41][42][43]。
- カリフォルニア州南部のロサンゼルス市[40]、アリゾナ州フェニックス市[40]、コロラド州デンバー市[44]、アラスカ州[42]などでは部分日食が観測された。
- 東海岸地域では、日食前に日没を迎えたため見られなかった。